# Проспект Виктора Давыдова (Челябинск)
Проспе́кт Ви́ктора Давы́дова — одна из транспортных артерий Тракторозаводского района Челябинска, которая связывает микрорайон Чурилово с остальной частью Тракторозаводского района. Проспект назван в честь первого председателя Законодательного Собрания Челябинской области, руководившего региональным парламентом в течение 10 лет. Проспект образован осенью 2013 год в качестве насыпной проезжей части. 
В октябре 2016 года две полосы движения проспекта были заасфальтированы.

## Описание
Проспект Виктора Давыдова начинается от пересечения улиц Зальцмана и улицы Эльтонская 1-я в микрорайоне Чурилово, идёт вдоль Первого озера и заканчивается на пересечении улиц Чоппа и Хохрякова на северо-востоке Челябинска.

## Транспорт
- Автобус: 47, 76

Остановки общественного транспорта:
- Проспект Виктора Давыдова